# 山本正之
山本 正之（やまもと まさゆき、1951年7月11日 - ）は、日本の歌手、シンガーソングライター。愛知県安城市山崎町出身。

## 来歴

### 学歴
- 1964年 安城市立錦町小学校卒業
- 1967年 安城市立安城南中学校卒業
- 1970年 愛知県立西尾高等学校卒業
- 1974年 駒澤大学経営学部卒業

### 幼少期～デビュー以前
幼児期に母親に連れられて鑑賞した東映時代劇における数々の劇伴音楽に影響を受ける。
小学生時代は、歌謡曲の作曲家、吉田正、遠藤実、渡久地政信に傾倒。中学生となりビートルズに熱中し、同級生とバンドを結成、一般的なオリジナル曲の創作を始める。

### デビュー以降
就職浪人中の1974年、CBCラジオへ送った音源をきっかけに、NPB中日ドラゴンズの応援歌『燃えよドラゴンズ!』で作詞・作曲家デビュー。同年、ドラゴンズ優勝記念曲『ドラゴンズよありがとう』で歌手デビュー。
1975年には『うぐいすだにミュージックホール』（笑福亭鶴光）『ひらけ!チューリップ』（間寛平）などのヒット曲を発表。同年、鶴光の担当ディレクターから紹介され、テレビアニメ『タイムボカン』の主題歌・劇伴音楽の制作および、主題歌の歌唱を担当。以後「タイムボカンシリーズ」をはじめ多くのアニソン制作に携わる。
1983年、オリジナルコンサートを開始。
1988年発表のアルバム『山本正之'88』以来、シンガーソングライターとしての活動を続けている。

## 作風
作詞は、ラブソング等への単一性がなく、森羅万象、広域、多次元にわたり表現されている。
オリジナル・コンサートおよびオリジナル・アルバムは「各シリーズ」で構成され、「歴史シリーズ」「美少女シリーズ」「架空のヒーローシリーズ」「ニューヨークラブストーリーシリーズ」「宇宙哲学シリーズ」などを発表。また、1曲が45分に至る「長編シリーズ」が存在し、オリジナルコンサートでの中心部にて歌唱され、後日アルバムとしてCD化された。

## ライブ活動

### オリジナル・コンサート
1970年8月、初のソロ・ライブ「山本正之 フォークによく似たコンサート」を西尾市綿業会館にて開催。以後は大学卒業までの毎年、西尾市内の小ホールにてライブを行った。しかし、歌唱楽曲のほとんどがオリジナルではなく、フォークシンガーたちの既存楽曲をリアレンジして披露していたことから、オリジナル・コンサートとしてカウントされていない。1983年12月、初のオリジナル・コンサート「ペガサスが空を駈る」を新宿タイニィアリスにて開催。以降「アフロディテを海に残して」「EXIT/出/文明記」「天体図鑑」と続き、直近の「飛行原理」へと繋がってゆく。基本的な演奏スタイルは、アコースティック・ギターによる山本の独演である。1990年ごろより、バックバンド「THE SUSQUEHANNA」（キーボード2人）を結成し、時期に応じてメンバーを組み代えながら上演している。

### マサユキ前線
2002年4月 - 6月に第1回目が開催された全国ツアー。2 - 3か月内の毎週末、北から南、あるいは南から北へと移動して上演される。開催地の規模はさまざまで、コンサートホール、会社会議室、ライブハウス、または後述するカラオケBOXでの上演と、多様な形式をとる。上演開始前の山本が客席を回り、サイン、握手、歓談を繰り広げたのち楽曲を歌唱し、終了後には記念撮影が行われる。場合によっては、食事、宴会へ移行することも少なくない。西暦の偶数年に開催され、2016年に一旦終了。2020年、復活の企画を立案したが事情により延期。

### アニソンしばり
100 - 200人規模のライブハウスで開催される、アニメソングのみの公演。エレクトリックアコースティックギター・OVATION LEGEND 1767を駆使し、およそ3時間強にわたり三十数曲をスタンディングで歌唱。客席の手拍子と掛け声を煽り、その熱狂はロックンロールのステージを彷彿させる。山本による独演がほとんどだが、過去に、小原乃梨子、笠原弘子、原良枝がゲスト出演している。

### カラオケショー
東京・大阪以外の都市部のカラオケボックス（特にJOYSOUND）にて開催される。場所によってはスタッフが同行せず、山本のみが現地に赴く。およそ2時間半、観客各々の「お好きな歌」を歌唱する。飲酒も自由であり、子供の入場を禁じないこともある。

### 面影橋リクエストショー
毎年末、東京面影橋の小劇場にて開催。観客は1ステージ50人程度に限定し、通常3日間、3ステージが上演される。初日のみ、クイズ・ジャンケン・あみだくじ等で選ばれた観客が、同日の歌唱曲（11分以内の楽曲）をリクエストできる。2日目および楽日は、舞台上に置かれた独特な商品をオークションで落札した観客が、同日の歌唱曲としてリクエストできる。なお、チャリティーオークションということだが売上はいまだ使途不明である。

## 楽曲にまつわるエピソード

### デビュー前
幼少時から作詞・作曲家・歌手を志していた。1956年の処女作「ほっぴんぐ」をはじめとする短編曲のほか、自身の結成したバンドオリジナル楽曲など、中学・高校時代は一貫して作詞作曲活動に没頭。大学生時には歌唱法も修練し、学園祭やプライベートライブへのゲスト出演を経験。それと並行し、ヒット曲を志向した楽曲制作に着手し、デビューに備える。

### 燃えよドラゴンズ!
大学卒業後、就職浪人中だった山本は、郷里の先輩から「名古屋の放送局がドラゴンズ応援歌を募集しており、入選すれば賞金10万円が貰える」という話を聞き、地元放送局へ「燃えよドラゴンズ!」のデモテープを送付した。ドラゴンズの応援歌募集の件は先輩による虚言だったが、送付した放送局のひとつだった中部日本放送（CBC）が看板番組にて幾度も当該テープを放送。その後、東宝レコードより製作発売の申し出があり、山本はデビューに至る。録音は歌手（坂東英二）の都合により、まず東京のスタジオで伴奏部分のみMTRにて収録。音源の入ったMTRを載せたトラックが深夜の東名高速を走り、CBC第一スタジオにて歌唱部分が収録された。コーラスは急遽集められた中日球団ファンクラブの「少年ドラゴンズ」が担当。

### うぐいすだにミュージックホール
「燃えよドラゴンズ!」のヒットを受け、デビュー前に友好関係にあった作家グループから新会社設立の参加を勧められ、株式会社魔人社音楽工房の役員となる。メンバーには、作詞家の友人でありニッポン放送傘下の音楽出版社プロデューサーがいた。その縁でラジオ番組「オールナイトニッポン」と繋がり、大学時代に書き溜めた楽曲から選択し笑福亭鶴光へ提供。

### ひらけ!チューリップ
「うぐいすだにミュージックホール」のヒットを受け、大阪の音楽プロデューサーが魔人社を来訪。山本制作による60分のデモテープの中から、楽曲「哀愁のラブホテル」が間寛平へ提供されることとなった。以後のスケジュールを検討中にも回っていたオープンリールから最後の楽曲「ひらけ!チューリップ」が流れる。これに反応したプロデューサーは立ち上がって「これや!」と叫び、提供楽曲を変更。再びヒット曲となった。

### タイムボカン
「うぐいすだにミュージックホール」の発売元であるワーナー・パイオニアのディレクターの隣にいた、竜の子プロ（現・タツノコ）担当ディレクターからの「おもしろくてカッコいいテレビアニメの主題歌を書ける人を紹介して」という相談に始まる。楽曲は締切り2時間前に魔人社の創作室にて完成させた。その足でワーナー・パイオニアのスタジオへ向かい、竜の子プロ社長以下、歴々たるスタッフの車座に対しデモを歌唱。社長の吉田竜夫が喜び、主題歌として採用された。

## コーラス

### ピンクピッギーズ
山本の歌唱楽曲のバックコーラスを楽しむ女性コーラスユニット。タイムボカンシリーズでの肝付兼太との交流が縁で、当時創立直後だった「ぷろだくしょんバオバブ」所属声優を中心とする「劇団がらくた工房（初代座長・富田耕生）」の新人生（研究生）から選抜。『ヤットデタマン』の挿入歌「空からブタが降ってくる」でデビュー。常時7 - 8人のメンバーが待機しており、楽曲の雰囲気、または録音スケジュールによって、4 - 5人がスタジオに入った。タイムボカンシリーズの一旦終了後、がらくた工房新人生のメンバーたちはそれぞれが人気声優として成り立っていった。その後、「ぷろだくしょんバオバブ」の養成機関として新たに設立した「バオバブ学園」の受講者たちからメンバーを選抜し、山本のオリジナル曲や球団応援歌などで歌声を披露した。リーダー川上とも子の急逝前後にメンバーが交替し、現在は山本の弟子たちで主に構成される。

### ブルーピッギーズ
山本の歌唱楽曲でバックコーラスを楽しむ男性コーラスユニット。メンバー詳細不明。

### ひとりクレージー
山本がひとり7役で演じるハナ肇とクレージーキャッツ仕立てのコーラス。

### ひとりさんあく
山本がひとり三役で演じる「ドロンボー一味」仕立てのコーラス。

## 主な作品

### アニメ主題歌
- タイムボカン
- ヤッターマン
- ゼンダマン
- タイムパトロール隊オタスケマン
- ヤットデタマン
- 逆転イッパツマン
- タイムボカン王道復古
- タイムボカン2000 怪盗きらめきマン
- 闘士ゴーディアン
- ゴールドライタン
- 銀河旋風ブライガー
- 銀河烈風バクシンガー
- 銀河疾風サスライガー
- おちゃめ神物語コロコロポロン
- 亜空大作戦スラングル
- 魔境伝説アクロバンチ
- 超攻速ガルビオン
- UFO戦士ダイアポロン
- 世界名作ものがたり
- まんが猿飛佐助
- がんばれゴンベ
- おじゃまんが山田くん
- ロボタン
- 戦国武将列伝 爆風童子ヒッサツマン
- ナマケモノが見てた
- からくり剣豪伝 ムサシロード
- 究極超人あ〜る

### アニメ劇伴音楽
- タイムボカン
- ヤッターマン
- ゼンダマン
- 闘士ゴーディアン
- タイムパトロール隊 オタスケマン
- ヤットデタマン
- 黄金戦士ゴールドライタン
- 銀河旋風ブライガー
- 逆転イッパツマン
- 手塚治虫のドン・ドラキュラ
- おちゃめ神物語コロコロポロン
- 銀河烈風バクシンガー
- 一ツ星家のウルトラ婆さん
- 亜空大作戦スラングル
- イタダキマン
- ナマケモノが見てた
- 究極超人あ〜る
- タイムボカン王道復古
- タイムボカン2000 怪盗きらめきマン[6]
- ヤッターマン (2008年のテレビアニメ)

### 俳優・芸人・スポーツ選手への提供曲
- うぐいすだにミュージックホール / 二代目 笑福亭鶴光
- ひらけ!チューリップ / 間寛平
- 酔姫エレジー / 林家木久扇（当時、初代 林家木久蔵）
- 年上かもめ / あき竹城
- 王様の耳はファンタジー / バオバブシンガース
- おとこ雲（曲） / 渡瀬恒彦
- 哀愁マドンナ / 赤信号
- GoGo ドラゴン / 藤波辰巳
- 想い出さすぜ（曲） / 阿修羅原
- 名古屋はええよ!やっとかめ / つボイノリオ
- 二人は元気 / 有島一郎＆風見章子
- だるまさんがころんだ / 斎藤こず恵＆ゆかり
- ゴローにおまかせ（曲） / 古田新太
- やんちゃマーブルブルース / 川上とも子
- ご縁体操・ご縁です / 戸田恵子
- ぴーかんママ女神 / 堀江美都子
- 燃えよドラゴンズ!2008 / 松平健
- Jijy / 間寛平

### オリジナル・アルバム
1. 山本正之'88
2. 山本正之'89 少年の夢は生きている
3. 才能の宝庫
4. COLORS
5. 鐘ノネ響キテ
6. 才能の遺跡
7. アノ世ノ果テ
8. マサユキ天国
9. 演歌の帝王
10. 桃の花
11. ザ☆短編
12. 山本正之'99 女神の自由
13. 十三の魔王
14. 正しい未来
15. 才能の本能
16. 才能の楽園
17. 男に咲く花
18. SOLO弾きの夜
19. 才能の熟成
20. SOLO弾きの夜 2nd night
21. 飛行原理
22. SOLO弾きの夜 3rd night

### ライブ・アルバム
1. あああがらがらどんどんどん
2. NEWYORK WHISPER
3. オールディーズナイト
4. AT THE EARLY TIME（静止画DVD）

### ベスト・アルバム
- ザ・シリーズベスト 夜はがらがらどんどんどん 付き
- 怒涛日本史・天下はいらない

### セルフカバー・アルバム
- アニメの大王
- J9 ETERNAL SPECIAL

### 長編シリーズ
- ザ☆長編
  - 獅子舞 / 少年剣士の夕焼け / ミノリの秋 / 黒百合城の兄弟II 謎の龍凧の巻
- ザ☆長編 弐
  - 黒百合城の兄弟III アニソン国の勇者の巻 / 名犬コロスケの唄 〜Stephen Foster とともに〜 / 東京オリンピックnostalgia スターのきらめき
- 長編・アノ世ノ果テ〜川上とも子に捧ぐ〜
- サスクハナ号の曳航
- サスクハナ号の曳航 II
- サスクハナ号の曳航 III 星のキャロライン
- サスクハナ号の曳航 IV 父の戦争
- サスクハナ号の曳航 V 天保山崎村
- サスクハナ号の曳航 VI 昭和の花びら
- サスクハナ号の曳航 VII ピスの明治維新

### 劇団 山本正之プレゼンツ ドラマCD
1988年1月と10月に上演された「劇団 山本正之プレゼンツ」の2公演の脚本を、録音スタジオにて音声のみ収録（役により、公演時のオリジナルキャストとスタジオ録音キャストが違っている）。
- VOL.1 游ぎつづけてビリジアン 出演・小野健一、松本保典 他
- VOL.2 そよ子のスタイルブック 出演・笠原弘子、川上倫子 他

### BOX
- THE "ポコポッコン"（10枚組）
- THE "パカパッカン"（10枚組）

### 映像作品
- アニメの大王☆THE MOVIE
- THE タイムボカン祭り

### 作品大全集
- 山本正之作品大全集
- 続・山本正之作品大全集
- 蔵出・山本正之作品大全集
- 最新・山本正之作品大全集（BOX =「THE"パカパッカン"」）

### シングルレコード
- いつか二人は / れんげの好きな女の子（自費出版）
- さよなら（西尾高校有志出版・現「さよならラララ」の旧題）
- さよならラ・ラ・ラ / 風の中
- メルヘン・ジャンケンポン / ディスコ・ジャンケンポン
- おぢさんシンドローム / 銀河熱風オンセンガー

### CDシングル
- Jijy / 大化改新
- 急げタクシー / a boy
- 怪人Jijy面相 / ジパング難破船
- このまちだいすき / こんなに空が広いから
- イケイケ池袋 / 馬場の酔い唄
- 降臨！アニメの大王 / どびびぃーんセレナーデ
- 燃えよドラゴンズ!98
- おくすり百貨店 / おきょードドンパ
- 熱血ファイターズの歌 / にちはむチャチャチャ
- 熱血ファイターズの歌2002 / にちはむチャチャチャ
- 解凍戦士タコヤキンガーZ / デリシャスの勇者☆オイシンジャー
- 燃えよドラゴンズ!2024竜ノ理想郷

### シングル文庫
1. 涙のカレーライス / 笑顔のハヤシライス / 想い出のオムライス
2. 府中捕物控 / 下宿町晩歌 / 燃えよドラゴンズ
3. 花火 / ミルクホールワルツ / フットライト / 駅
4. アニメがなんだ / GOGOイソちゃん / 銀河シャンプーリンスガー
5. 就職 / 明日からよその人 / 銀河号のうた / あじさいの花が色をかえた
6. 檸檬倶楽部 / ばばの酔いうた / 黄昏ハイツ / グッバイあすふぁると
7. 銀座のパキラII望郷編 / 銀座のパキラIII新幹線編 / 銀座のパキラIV紐育編
8. 夕焼けの町 / 錦町小学校1年さくら組 / 菜の花
9. Jijyの逆襲
10. 憧れの遣唐使航路 / ああ時代劇 / 明治維新シンフォニー
11. 遥かなる日本酒ライス / 王様のカツライス / はばたきのチキンライス / 花嫁チャーハン
12. サスクハナ号の曳航II（長編シリーズ内と同一）